# 멋쟁이박쥐속
멋쟁이박쥐속(Kerivoula)은 애기박쥐과에 속하는 박쥐 속의 하나이다. 22종으로 이루어져 있다.

## 하위 종
| - 탄자니아양털박쥐 (K. africana) - 생테냥나팔귀박쥐 (K. agnella) - 다마라양털박쥐 (K. argentata) - 구릿빛양털박쥐 (K. cuprosa) - 에티오피아양털박쥐 (K. eriophora) - 플로레스양털박쥐 (K. flora) - 하드윅양털박쥐 (K. hardwickii) - 작은양털박쥐 (K. intermedia) - 카친양털박쥐 (K. kachinensis) - 크라우양털박쥐 (K. krauensis) - 꼬마양털박쥐 (K. lanosa) | - 레니스양털박쥐 (K. lenis) - 애기양털박쥐 (K. minuta) - 플라이강나팔귀박쥐 (K. muscina) - 비스마르크나팔귀박쥐 (K. myrella) - 유두양털박쥐 (K. papillosa) - 투명날개양털박쥐 (K. pellucida) - 스퍼렐양털박쥐 (K. phalaena) - 멋쟁이박쥐 (K. picta) - 스미스양털박쥐 (K. smithii) - 티타니아양털박쥐 (K. titania) - 화이트헤트양털박쥐 (K. whiteheadi) |